# Джеймс Гарфілд Гардінер
Джеймс Гарфілд Гардінер (англ. James Garfield Gardiner; нар. 30 листопада 1883, Фаргуквар, Онтаріо, пом. 12 січня 1962, Балсарес, Саскачеван) — канадський політичний діяч, 4-й прем'єр провінції Саскачеван.

## Біографія
1914 року Гардінер був обраний до Законодавчої палати провінції Саскачеван, призначений прем'єром кабінету Чарлс Айвері Даннінг Ліберальної партії Саскачевана.
Гардінер був міністром шосе від 1922 до 1926 років, після чого очолив партію та став прем'єр-міністром Саскачевана.
У 1929 році Гардінер програв на провінційних виборах Джеймсу Томасу Мілтону Андерсону від Консервативної партії Саскачевану (англ. Conservative Party of Saskatchewan).
У 1934 році партія Гардінера перемогла на провінційних виборах, і він став прем'єром Саскачевану на другий термін. У 1935 році він залишив посаду прем'єра та приєднався до федерального уряду, отримавши призначення на посаду міністра в кабінеті Маккензі Кінг (англ. William Lyon Mackenzie King). Того ж року Гардінер був обраний до парламенту. Він обіймав посаду міністра сільського господарства з 1935 до 1957 року.
Гардінер програв вибори 1958 року й пішов у відставку.
Гребля Гардінер (англ. Gardiner Dam) недалеко міста Саскатунa, Саскачеван назвав на честь Джеймса Гардінера.